# Edmond Leburton
Edmond Jules Isidore Leburton (1915. április 18. – 1997. június 18.) belga politikus és államférfi volt, Belgium miniszterelnöke 1973 és 1974 között. Ő volt az utolsó francia anyanyelvű politikus, aki ezt a posztot betöltötte, illetve az utolsó szocialista párti politikus.

## Élete
1915. április 18-án született Lantremange településen. Tanulmányai során politikatudományból és társadalomtudományokból szerzett diplomát. 1946-ban a szocialista párt színeiben választották meg Hoei-Borgworm képviselőjének a belga képviselőházba.
1954 és 1958 között népegészségügyi és családügyi miniszter volt Achille Van Acker 3. szocialista vezetésű koalíciós kormányában. 1961 és 1965 között szociális miniszter (Théo Lefèvre koalíciós kormánya), majd 1965-ig miniszterhelyettes. 1969-ben Jean-Joseph Merlot lemondása után gazdasági miniszteri tárcát kapott Gaston Eyskens utolsó kormányzati periódusában (1968 - 1973).
1973 januárjában alakította meg szocialista vezetésű kormányát. Rövid kormányzása alatt került sor a belga alkotmány felülvizsgálatára, de a kormányzati tevékenységet megnehezítették a folyamatos botrányok és válságok: a dokkmunkások sztrájkja, a tiszti iskolások tüntetése az hadseregreform ellen, az abortuszkérdéshez kapcsolódó tüntetések, a korábbi iskolatörvény felülvizsgálata, az 1973-as olajválság és végül az Ibramco-botrány, amely végül a kormány lemondásához vezetett.
1971-ben államminiszterré nevezték ki, 1977. június 7-én a belga képviselőház elnökévé választották, amely tisztséget 1981-ig töltötte be. 1997. június 18-án halt meg.

## A Leburton-kormány összetétele
| Miniszteri tiszt                                    | Név                    | Párt |
| --------------------------------------------------- | ---------------------- | ---- |
| Miniszterelnök                                      | Edmond Leburton        | PSB  |
| Miniszterelnök-helyettes és költségvetési miniszter | Leo Tindemans          | CVP  |
| Miniszterelnök-helyettes pénzügyminiszter           | Willy De Clercq        | PVV  |
| Honvédelmi miniszter                                | Paul Vanden Boeynants  | PSC  |
| Külügyminiszter                                     | Renaat Van Elslande    | CVP  |
| Népegészségügyi miniszter                           | Jos De Saeger          | CVP  |
| Igazságügyminiszter                                 | Herman Vanderpoorten   | PVV  |
| Kommunikációs miniszter                             | Edward Anseele jr.     | BSP  |
| középosztály                                        | Léon Hannotte          | PLP  |
| Oktatásügyi miniszter                               | Michel Toussaint       | PLP  |
| Kutatás-fejlesztési miniszter                       | Charles Hanin          | PSC  |
| Közmunkaügyi miniszter                              | Alfred Califice        | PSC  |
| Társadalombiztosítási miniszter                     | Frank Van Acker        | BSP  |
| Belügyminiszter                                     | Edouard Close          | PSB  |
| Oktatásügyi miniszter                               | Willy Calewaert        | BSP  |
| Brüsszelért felelős miniszter                       | Guy Cudell             | PSB  |
| Mezőgazdasági miniszter                             | Albert Lavens          | CVP  |
| Francia kultúráést felelős miniszter                | Pierre Falize          | PSB  |
| Foglalkoztatási és munkaügyi miniszter              | Ernest Glinne          | PSB  |
| Wallon ügyekért felelős miniszter                   | Jean-Pierre Grafé      | PSC  |
| Flamand kultúráért és ügyekért felelős miniszter    | Jos Chabert            | CVP  |
| Gazdasági miniszter                                 | Willy Claes            | BSP  |
| Államtitkárok                                       | Név                    | Párt |
| Kikötők                                             | Hendrik Fayat          | BSP  |
| Várostervezés és lakásügy                           | Abel Dubois            | PSB  |
| Családügy                                           | Maria Verlackt-Gevaert | CVP  |
| Közigazgatás                                        | Placide De Paepe       | CVP  |
| Régiós gazdaság                                     | Luc Dhoore             | CVP  |
| Költségvetés                                        | Antoine Humblet        | PSC  |
| Posta és távközlés                                  | Jos Daems              | PVV  |
| Régiós gazdaság                                     | Jean Defraigne         | PLP  |
| Keleti tartományok és turizmus                      | Guillaume Schyns       | PSC  |
| Várostervezés és lakásügy                           | Marcel Vandewiele      | CVP  |
| Fejlesztési együttműködés                           | Irène Pétry            | PSB  |
| Intézményi reformok                                 | Jef Ramaekers          | BSP  |
| Intézményi reformok                                 | Louis Olivier          | PLP  |
| Külkereskedelem                                     | André Kempinaire       | PVV  |

## Külső hivatkozások
- Életrajza a belga kormány hivatalos honlapján (hollandul)
- Gyászjelentése (angolul)